# 金史
| 中國二十四史 | 中國二十四史   | 中國二十四史 | 中國二十四史 | 中國二十四史 |
| 次序         | 書名           | 作者         | 作者         |              |
| 次序         | 書名           | 姓名         | 時代         |              |
| ------------ | -------------- | ------------ | ------------ | ------------ |
| 1            | 史记           | 司馬遷       | 西漢         |              |
| 2            | 汉书           | 班固         | 東漢         |              |
| 3            | 后汉书         | 范曄         | 劉宋         |              |
| 4            | 三國志         | 陈寿         | 西晋         |              |
| 5            | 晋书           | 房玄龄等     | 唐           |              |
| 6            | 宋书           | 沈约         | 蕭梁         |              |
| 7            | 南齐书         | 萧子显       | 蕭梁         |              |
| 8            | 梁书           | 姚思廉       | 唐           |              |
| 9            | 陈书           | 姚思廉       | 唐           |              |
| 10           | 魏书           | 魏收         | 北齐         |              |
| 11           | 北齐书         | 李百药       | 唐           |              |
| 12           | 周书           | 令狐德棻等   | 唐           |              |
| 13           | 南史           | 李延寿       | 唐           |              |
| 14           | 北史           | 李延寿       | 唐           |              |
| 15           | 隋书           | 魏徵等       | 唐           |              |
| 16           | 旧唐书         | 刘昫等       | 后晋         |              |
| 17           | 新唐书         | 欧阳修等     | 北宋         |              |
| 18           | 旧五代史       | 薛居正等     | 北宋         |              |
| 19           | 新五代史       | 欧阳修       | 北宋         |              |
| 20           | 宋史           | 脱脱等       | 元           |              |
| 21           | 辽史           | 脱脱等       | 元           |              |
| 22           | 金史           | 脱脱等       | 元           |              |
| 23           | 元史           | 宋濂等       | 明           |              |
| 24           | 明史           | 张廷玉等     | 清           |              |
| 相關         | 東觀漢記       | 劉珍等       | 東漢         |              |
| 相關         | 新元史         | 柯劭忞       | 民國         |              |
| 相關         | 清史稿         | 趙爾巽等     | 民國         |              |
| 相關         | 點校本二十四史 | 顧頡剛等     | 共和國       |              |

《金史》為元朝脱脱等撰之纪传体金代史，共135卷。包括本纪19卷、志39卷、表4卷、列传73卷，记述了从女真族的兴起到金朝建立和灭亡。後附〈金國語解〉一卷。清朝施国祁有《金史詳校》10卷。

## 過程
《金史》纂修始於元世祖忽必烈时期。中统二年（1261年），议修辽、金二史。灭宋後又议修辽、金、宋三史。但终因体例无法确定而不能成书。元顺帝至正三年（1343年）三月，诏修辽、金、宋三史，以中书右丞相脱脱为都总裁官，翰林学士欧阳玄等六人为总裁官，主持修纂。五年十月，辽、金、宋三史告成。元人修《金史》所依据的资料主要有金代实录，包括完颜勖所撰《始祖以下十帝实录》三卷，以及《太祖实录》、《太宗实录》、《熙宗实录》、《海陵实录》、《世宗实录》、《章宗实录》、《宣宗实录》等。唯卫绍王无实录，现存的材料是由王鹗多方收集而来。金末的事迹则多取材於元好问的《壬辰杂编》和刘祁《归潜志》、王鹗《汝南遗事》、杨奂《天兴近鉴》等。由于《金史》依据比较完整的《实录》，经元好问、王鹗等补充，元初以来又经幾度修撰，实际上是经营已久，与《宋史》、《辽史》二史仓卒成书不同，故在三史之中号称最善。

## 內容
体例上，《金史》的本纪第一卷是以《世纪》为开始，追述阿骨打以前十代的事迹。本纪的最后一卷，又增《世纪补》，用以记述熙宗之父景宣帝、金世宗之父睿宗、金章宗之父显宗。传记中有关诸人參與的同一事件，则在首要人物的传中详见事实本末，其他传中则旁参侧见，避免重述。《金史》有交聘表，详细记载金与宋、西夏、高丽的使臣往来。
《金史》也存在一些记事互相矛盾、重叠，史实错误、疏略，年次颠倒脱舛，人地名混乱和记述战事则扬胜讳败的现象，例如金初建策阿骨打称帝的渤海人杨朴是重要人物，“诸事革创，朝仪制度，皆出其手”，《金史》卻沒有記載此人。《金史》為张邦昌立傳，似有小題大作之嫌，邦昌雖受金封冊，但隨即反正，又為宋廷所殺。《宋史》已立傳，《金史》實不用再立傳。清人施国祁著《金史详校》十卷，校勘和考订《金史》四千餘条。另外钱大昕著有《宋辽金元四史朔闰考》，倪灿、卢文弨著《补辽金元艺文志》，金门诏著《补三史艺文志》等。

## 版本
《金史》於元至正年间刻成。明代有南北两监本、清有武英殿本。乾隆间，四库馆臣校勘武英殿本，将地名、人名等译名任意改译，造成混乱。1935年，商务印书馆出版的百衲本《金史》，是以元至正刊一百三十五卷本（其中八十卷是初刻，五十五卷是后来的复刻本）影印的。1975年，中华书局出版了《金史》标点校勘本，以百衲本为底本，并与监本、殿本参考，又参考有关史料进行校勘，吸取了前人的考订成果，是目前较好的版本。

## 篇目

### 本紀
1. 本紀第一 - 世紀
2. 本紀第二 - 太祖
3. 本紀第三 - 太宗
4. 本紀第四 - 熙宗
5. 本紀第五 - 海陵
6. 本紀第六 - 世宗上
7. 本紀第七 - 世宗中
8. 本紀第八 - 世宗下
9. 本紀第九 - 章宗一
10. 本紀第十 - 章宗二
11. 本紀第十一 -  章宗三
12. 本紀第十二 - 章宗四
13. 本紀第十三 - 衛紹王
14. 本紀第十四 - 宣宗上
15. 本紀第十五 - 宣宗中
16. 本紀第十六 - 宣宗下
17. 本紀第十七 - 哀宗上
18. 本紀第十八 - 哀宗下
19. 本紀第十九 - 世紀補（景宣帝・睿宗・显宗）

### 志
1. 志第一 - 天文
2. 志第二 - 历上
3. 志第三 - 历下
4. 志第四 - 五行
5. 志第五 - 地理上
6. 志第六 - 地理中
7. 志第七 - 地理下
8. 志第八 - 河渠
9. 志第九 - 礼一
10. 志第十 - 礼二
11. 志第十一 - 礼三
12. 志第十二 - 礼四
13. 志第十三 - 礼五
14. 志第十四 - 礼六
15. 志第十五 - 礼七
16. 志第十六 - 礼八
17. 志第十七 - 礼九
18. 志第十八 - 礼十
19. 志第十九 - 礼十一
20. 志第二十 - 乐上
21. 志第二十一 - 乐下
22. 志第二十二 - 儀衛上
23. 志第二十三 - 儀衛下
24. 志第二十四 - 輿服
25. 志第二十五 - 兵
26. 志第二十六 - 刑
27. 志第二十七 - 食貨一
28. 志第二十八 - 食貨二
29. 志第二十九 - 食貨三
30. 志第三十 - 食貨四
31. 志第三十一 - 食貨五
32. 志第三十二 - 選举一
33. 志第三十三 - 選举二
34. 志第三十四 - 選举三
35. 志第三十五 - 選举四
36. 志第三十六 - 百官一
37. 志第三十七 - 百官二
38. 志第三十八 - 百官三
39. 志第三十九 - 百官四

### 表
1. 表第一 - 宗室表
2. 表第二 - 交聘表上
3. 表第三 - 交聘表中
4. 表第四 - 交聘表下

### 列傳
1. 列傳第一 后妃上 - 始祖明懿皇后・德帝思皇后・安帝節皇后・献祖恭靖皇后・昭祖威順皇后・景祖昭肅皇后・世祖翼簡皇后・肅宗靖宣皇后・穆宗貞惠皇后・康宗敬僖皇后・太祖聖穆皇后・太宗欽仁皇后・熙宗悼平皇后・海陵嫡母徒单氏
2. 列傳第二 后妃下 - 睿宗欽慈皇后・世宗昭德皇后・显宗孝懿皇后・章宗欽怀皇后・衛紹王后徒单氏・宣宗皇后王氏・哀宗皇后徒单氏
3. 列傳第三 始祖以下諸子 - 完顏斡魯・完顏輩魯・完顏謝庫德・完顏謝夷保・完顏拔達・完顏謝里忽・完顏烏古出・完顏跋黑・完顏劾孫・完顏麻頗・完顏謾都訶・完顏斡帶・完顏斡賽・完顏斡者・完顏昂
4. 列傳第四 宗室 - 完顏勗・完顏宗秀・完顏隈可・完顏胡十門・完顏合住・完顏掴保・完顏衷・完顏齐・完顏朮魯・完顏胡石改・完顏宗賢・完顏撻懶・完顏卞・完顏膏・完顏弈・完顏阿喜
5. 列傳第五 - 石顯・桓赧・散達・烏春・溫敦蒲剌・臘醅・麻產・鈍恩・乌古论留可・阿疎・奚王回离保
6. 列傳第六 - 完顏欢都・完顏冶訶・完颜骨𧹞・完颜讹古乃・完颜蒲查
7. 列傳第七 太祖諸子 - 完顏宗雋・完顏宗傑・完顏宗強・完颜爽・完顏可喜・完颜阿琐・完顏宗敏・完顏元
8. 列傳第八 - 完顏撒改・完颜宗宪・完顏習不失・完颜宗亨・完颜宗贤・完顏石土門・完颜忠・完颜习室・完颜思敬
9. 列傳第九 -  完顏斡魯・完顏斡魯古・完顏婆盧火・完颜吾扎忽・完顏闍母・完颜宗叙
10. 列傳第十 -  完顏婁室・完颜活女・完颜谋衍・完颜仲・完颜海里・完顏銀朮可・完颜彀英・完顏麻吉・完顏拔离速・完顏習古廼
11. 列傳第十一 - 完顏阿离合懣・完颜晏・完顏宗尹・完顏宗宁・完顏宗道・完顏宗雄・完顏阿邻・完顏按答海・完顏希尹（完顏谷神）・完顏守贞・完顏守能
12. 列傳第十二 - 完顏宗翰・完顏宗望
13. 列傳第十三 - 盧彦倫・毛子廉・李三錫・孔敬宗・李師夔・沈璋・左企弓・虞仲文・左泌
14. 列傳第十四 - 完顏宗磐・完顏宗固・完顏宗本・完顏杲・完顏宗幹
15. 列傳第十五 - 完顏宗弼・張邦昌・劉豫・完顏昌
16. 列傳第十六 - 劉彦宗・時立愛・韓企先
17. 列傳第十七 - 酈瓊・李成・孔彦舟・徐文・施宜生・張中孚・張中彦・宇文虚中・王倫
18. 列傳第十八 -  完顏济安・完顏道济・斜卯阿里・突合速・烏延浦盧渾・赤盞暉・大㚖・撻不野・完顏阿离補
19. 列傳第十九 - 鶻謀琶・迪姑迭・阿徒罕・夾谷謝奴・阿勒根没都魯・黄掴敵古本・蒲察胡盞・夾谷吾里補・王伯龍・高彪・温迪罕蒲里特・伯德特离補・耶律怀義・蕭王家奴・田顥・趙隇
20. 列傳第二十 - 郭藥師・耶律塗山・烏延胡里改・烏延吾里補・蕭恭・完顏習不主・紇石烈胡剌・耶律恕・郭企忠・烏孫訛論・顏盞門都・僕散渾坦・鄭建充・烏古論三合・移剌温・蕭仲恭・高松・完顏光英・完顏元寿・完顏矧思阿補
21. 列傳第二十一 - 張通古・張浩・張玄素・耶律安礼・納合椿年・祁宰
22. 列傳第二十二 - 完顏杲・耨怨温敦思忠・完顏昂・高楨・白彦敬・張景仁
23. 列傳第二十三 世宗諸子 - 完顏永中・完顏永蹈・完顏永功・完顏永德・完顏永成・完顏永升
24. 列傳第二十四 - 李石・完顏福寿・独吉義・烏延蒲离黑・烏延蒲轄奴・李師雄・尼厖古鈔兀・孛朮魯定方・夾谷胡剌・蒲察斡論・夾谷査剌
25. 列傳第二十五 - 紇石烈志寧・僕散忠義・徒单合喜
26. 列傳第二十六 - 紇石烈良弼・完顏守道・石琚・唐括安礼・移剌道
27. 列傳第二十七 - 蘇保衡・翟永固・魏子平・孟浩・梁肅・移剌慥・移剌子敬
28. 列傳第二十八 - 趙元・移剌道・高德基・馬諷・完顏兀不喝・劉徽柔・賈少沖・移剌斡里朶・阿勒根彦忠・張九思・高衎・楊邦基・丁暐仁
29. 列傳第二十九 - 完顏撒改・龐迪・温迪罕移室懣・神土懣・移剌成・石抹卞・楊仲武・蒲察世傑・蕭怀忠・移剌按荅・孛朮魯阿魯罕・趙興祥・石抹荣・敬嗣暉
30. 列傳第三十 - 毛碩・李上達・曹望之・大怀貞・盧孝俭・盧庸・李偲・徒单克寧
31. 列傳第三十一 - 鄆王琮・瀛王瓌・霍王从彝・瀛王从憲・温王玠・完顏洪裕・完顏洪靖・完顏洪熙・完顏洪衍・完顏洪輝・完顏忒隣・完顏按辰・完顏从恪・完顏守忠・完顏玄龄・完顏守純・独吉思忠・完顏承裕・僕散揆（臨喜）・抹撚史扢搭・完顏宗浩
32. 列傳第三十二 - 夾谷清臣・完顏襄・夾谷衡・完顏安国・瑤里孛迭
33. 列傳第三十三 - 移剌履・張萬公・蒲察通・粘割斡特剌・程輝・劉瑋・董師中・王蔚・馬惠迪・馬琪・楊伯通・尼厖古鑑
34. 列傳第三十四 - 黄久約・李晏・李愈・王賁・許安仁・梁襄・路伯達
35. 列傳第三十五 - 裴满亨・斡勒忠・張大節・張亨・韓錫・鄧儼・巨構・賀揚庭・閻公貞・焦旭・劉仲洙・李完・馬百禄・楊伯元・劉璣・康元弼・移剌益
36. 列傳第三十六 - 完顏匡・完顏綱
37. 列傳第三十七 - 徒单鎰・賈鉉・孫鐸・孫即康・李革
38. 列傳第三十八 - 孟鑄・宗端脩・完顏閭山・路鐸・完顏伯嘉・朮虎筠寿・張煒・高竑・李復亨
39. 列傳第三十九 - 完顏承暉・抹撚尽忠・僕散端・耿端義・李英・孛朮魯德裕・烏古論慶寿
40. 列傳第四十 - 僕散安貞・田琢・完顏弼・蒙古綱・必蘭阿魯帶
41. 列傳第四十一 - 完顏仲元・完顏阿隣・完顏霆・烏古論長寿・完顏佐・石抹仲温・烏古論礼・浦察阿里・奧屯襄・完顏蒲剌都・夾谷石里哥・朮甲臣嘉・紇石烈桓端・完顏阿里不孫・完顏鉄哥・納蘭胡魯剌
42. 列傳第四十二 - 納坦謀嘉・鄒谷・高霖・孟奎・烏林荅與・郭俁・温迪罕達・王擴・移剌福僧・奧屯忠孝・蒲察思忠・紇石烈胡失門・完顏宇・斡勒合打・蒲察移剌都
43. 列傳第四十三 - 程寀・任熊祥・孔璠・范拱・張用直・劉枢・王翛・楊伯雄・蕭貢・温迪罕締達・張翰・任天寵
44. 列傳第四十四 - 張暐・賈益謙・劉炳・朮虎高琪・移剌塔不也
45. 列傳第四十五 - 高汝礪・張行信
46. 列傳第四十六 - 胥鼎・侯摯・把胡魯・師安石
47. 列傳第四十七 - 完顏素蘭翼・陳規・許古
48. 列傳第四十八 - 楊雲翼・趙秉文・韓玉・馮璧・李献甫・雷淵・程震
49. 列傳第四十九 - 古里甲石倫・完颜讹可・完顏訛可・撒合輦・強伸・烏林荅胡土・思烈・紇石烈牙吾塔
50. 列傳第五十 - 完顏合達・移剌蒲阿
51. 列傳第五十一 - 完顏賽不・白撒・赤盞合喜
52. 列傳第五十二 - 白華・斜卯愛實・石抹世勣
53. 列傳第五十三 - 完顏奴申・崔立・李琦・聶天驥・赤盞尉忻
54. 列傳第五十四 - 徒单兀典・石盞女魯欢・蒲察官奴・完顏承立
55. 列傳第五十五 - 徒单益都・粘哥荊山・王賓・国用安・時青
56. 列傳第五十六 - 苗道潤・王福・移剌众家奴・武仙・張甫・張進・靖安民・郭文振・胡天作・張開・燕寧
57. 列傳第五十七 - 粘葛奴申・完顏婁室三人・烏古論鎬・張天綱・完顏仲德
58. 列傳第五十八 世戚 - 石家奴・裴满達・徒单恭・烏古論蒲魯虎・唐括德温・烏古論粘没曷・蒲察阿虎迭・烏林荅暉・蒲察鼎壽・徒單思忠・徒單繹・烏林荅復・烏古論元忠・唐括貢・烏林荅琳・徒单公弼・徒单銘・徒单四喜
59. 列傳第五十九 忠義一 - 胡沙補・特虎・僕忽得・粘割韓奴・曹珪・溫蒂罕蒲睹・訛里也・納蘭綽赤・魏全・鄯陽・夾穀守中・石抹元毅・伯德梅和尚・烏古孫兀屯・高守約・和速嘉安禮・王維翰・移剌古與涅・宋扆・烏古論榮祖・烏古論仲溫・九住・李演・劉德基・王毅・王晦・齊鷹揚・朮甲法心・高錫
60. 列傳第六十 忠義二 - 吳僧哥・烏古論德升・張順・馬驤・伯德窊哥・奧屯醜和尚・從坦・孛朮魯福壽・吳邦傑・納合蒲剌都 ・女奚烈斡出・時茂先・溫蒂罕老兒・梁持勝・賈邦獻・移剌阿里合・完顏六斤・紇石烈鶴壽・蒲察婁室・女奚烈資祿・趙益・侯小叔・王佐・黃摑九住・烏林答乞住・陀滿斜烈・尼龐古蒲魯虎・兀顏畏可・兀顏訛出虎・粘割貞
61. 列傳第六十一 忠義三 - 徒單航・完顏陳和尚・楊沃衍・烏古論黑漢・陀滿胡土門・姬汝作・愛申・馬肩龍・禹顯・張邦憲・劉全
62. 列傳第六十二 忠義四 - 馬慶祥・商衡・朮甲脫魯灰・楊達夫・馮延登・烏古孫仲端・烏古孫奴申・蒲察琦・蔡八兒・溫敦昌孫・完顏絳山・畢資倫・郭蝦蟆
63. 列傳第六十三 文艺上 - 韓昉・蔡松年・吴激・馬定国・任詢・趙可・郭長倩・蕭永祺・胡礪・王競・楊伯仁・鄭子聃・党怀英
64. 列傳第六十四 文艺下 - 趙渢・周昂・王庭筠・劉昂・李經・劉从益・呂中孚・張建・李純甫・王郁・宋九嘉・龐鑄・李献能・王若虚・王元節・麻九疇・李汾・元德明
65. 列傳第六十五 孝友 - 溫蒂罕斡魯補・陳顏・劉瑜・孟興・王震・劉政 隐逸 - 褚承亮・王去非・趙質・杜時升・郝天挺・薛繼元・高仲振・張潛・王汝梅・宋可・辛願・王予可
66. 列傳第六十六 循吏 - 盧克忠・牛德昌・范承吉・王政・張奕・李瞻・劉敏行・傅慎微・劉煥・高昌福・孫德淵・趙鑒・蒲察鄭留・女奚烈守愚・石抹元・張彀・趙重福・武都・紇石烈德・張特立・王浩
67. 列傳第六十七 酷吏 佞幸 - 高閭山・蒲察合住・蕭肄・張仲軻・李通・馬欽・高怀貞・蕭裕・胥持国
68. 列傳第六十八 列女 - 阿鄰妻・李寶信妻・韓慶民妻・雷婦師氏・康住住・李文妻・李英妻・相琪妻・阿魯真・撒合輦妻・許古妻・馮妙真・蒲察氏・烏古論氏・素蘭妻・忙哥妻・尹氏・白氏・聶孝女・仲德妻・寶符李氏・張鳳奴
69. 列傳第六十九 宦者 方伎 - 梁珫・宋珪・劉完素・張从正・李慶嗣・紀天錫・張元素・馬貴中・武禎・李懋・胡德新
70. 列傳第七十 逆臣 - 完顏秉德・唐括辯・完顏言・大興国・徒单阿里出虎・僕散師恭・徒单貞・李老僧・完顏元宜・紇石烈執中
71. 列傳第七十一 叛臣 - 張覺・耶律余睹・移剌窩斡
72. 列傳第七十二 外国上 - 西夏
73. 列傳第七十三 外国下 - 高麗

## 補編
後人據相關史料補作志表，補志方面，有民國楊家駱《新補金史藝文志》12卷；補表方面，有清代萬斯同《金諸帝統系圖》1卷、《金將相大臣年表》1卷、《金衍慶宮功臣錄》1卷，杭世駿《金史補》不分卷，黃大華《金宰輔年表》1卷，民國吳廷燮《金方鎭年表》1卷，近代陳述《金史氏族表》6卷、《女真漢姓考》2卷、《金賜姓表》2卷、《金史同姓名表》1卷、《金史異名表》1卷；考証注釋方面，有清代丁謙《金史外國傳地理考證》1卷，盧文弨《金史太宗諸子傳補脱》1卷、《金史禮志補脫》1卷，施國祁《金史詳校》10卷、《金源劄記》2卷。

## 延伸阅读
[在维基数据编辑]
 在维基文库阅读本作品原文（ 在维基共享资源阅览影像）
 《金史 (四庫全書本)》
 《欽定古今圖書集成·理學彙編·經籍典·金史部》，出自陈梦雷《古今圖書集成》
 《欽定古今圖書集成·理學彙編·經籍典·遼金宋三史部》，出自陈梦雷《古今圖書集成》

## 外部連結
- 《金史》全文(繁体) （页面存档备份，存于）
- 《金史》全文(简体) Archive.today的存檔，存档日期2012-12-08
- 陳學霖：〈《壬辰雜編》與《金史》史源 （页面存档备份，存于）〉。